# Pünderich
Pünderich ist eine Ortsgemeinde im Landkreis Cochem-Zell in Rheinland-Pfalz. Sie gehört der Verbandsgemeinde Zell (Mosel) an. Pünderich ist ein staatlich anerkannter Erholungsort.

## Geographie
Der Ort Pünderich liegt rechts der Mosel im Landschaftsschutzgebiet „Moselgebiet von Schweich bis Koblenz“. Die moselabwärts nächsten Orte sind Briedel und Zell, moselaufwärts Reil (links der Mosel), Burg und Enkirch.
Zu Pünderich gehören auch die Gemeindeteile Auf der Buche, Wohnplatz Im Zinselt und Waldfrieden.

## Geschichte
Die erste urkundliche Erwähnung des Ortes befindet sich in einem Dokument aus dem Jahre 1128, in dem Papst Honorius II. der Abtei Springiersbach einen Hof in „Pundricho“ vermachte. Pontaricum und Pontones galt bereits zu keltischer Zeit.
Pünderich wurde kirchlich von der Marienburg betreut und gehörte landesherrlich zu Kurtrier. Ab 1794 stand Pünderich unter französischer Herrschaft. 1815 wurde der Ort auf dem Wiener Kongress dem Königreich Preußen zugeordnet. Seit 1946 ist er Teil des damals neu gebildeten Landes Rheinland-Pfalz.
1984 erhielt der Ort den Titel „Schönstes Dorf im Regierungsbezirk Koblenz“.
Bevölkerungsentwicklung
Die Entwicklung der Einwohnerzahl der Gemeinde Pünderich, die Werte von 1871 bis 1987 beruhen auf Volkszählungen:
| Jahr | Einwohner |
| ---- | --------- |
| 1815 | 517       |
| 1835 | 838       |
| 1871 | 813       |
| 1905 | 946       |
| 1939 | 1.032     |

| Jahr | Einwohner |
| ---- | --------- |
| 1950 | 1.158     |
| 1961 | 1.119     |
| 1970 | 1.049     |
| 1987 | 893       |
| 1997 | 973       |

| Jahr | Einwohner |
| ---- | --------- |
| 2005 | 936       |
| 2011 | 892       |
| 2017 | 834       |
| 2024 | 820       |

## Politik

### Gemeinderat
Der Gemeinderat in Pünderich besteht aus zwölf Ratsmitgliedern, die bei der Kommunalwahl am 9. Juni 2024 in einer Mehrheitswahl gewählt wurden, und dem ehrenamtlichen Ortsbürgermeister als Vorsitzendem.

### Bürgermeister
Rainer Nilles wurde am 12. Juni 2019 Ortsbürgermeister von Pünderich. Bei der Direktwahl am 26. Mai 2019 hatte er sich mit einem Stimmenanteil von 55,53 % gegen den bisherigen Amtsinhaber durchgesetzt. Bei der Direktwahl am 9. Juni 2024 wurde er als einziger Bewerber mit 74,4 % für weitere fünf Jahre wiedergewählt.
Nilles Vorgänger Hans Werner Junk hatte das Amt von 2014 bis 2019 ausgeübt.

## Kultur und Sehenswürdigkeiten

### Bauwerke
Sehenswürdigkeiten sind die auf der gegenüberliegenden Moselseite gelegene Marienburg, Namensgeberin der lokalen Weinlage Pündericher Marienburg, sowie der mit einer Länge von 786 m längste (Eisenbahn-)Hangviadukt Deutschlands. Sehenswert im Ortskern sind das Alte Fährhaus aus dem Jahre 1621 und das Alte Rathaus von 1548 neben zahlreichen weiteren Fachwerkbauten aus dem 16. Jahrhundert. Eine interessante Aussichtsplattform mit Weitblick ist der Prinzenkopf-Aussichtsturm. Der Anfang der 1980er Jahre errichtete hölzerne Aussichtsturm wurde im September 2008 abgerissen. Ein neuer Aussichtsturm aus Stahl wurde im Juni 2009 eröffnet.
Seit Sommer 2008 wird an sonnigen Wochenenden das „Alte Fährhäuschen“ am Fährkopf als Einkehrstation betrieben. Geöffnet ist diese je nach Wetterlage von Anfang Mai bis Ende Oktober. Im Prinzip verkehrt in diesem Zeitraum tagsüber auch die Moselfähre „Marienburg“.

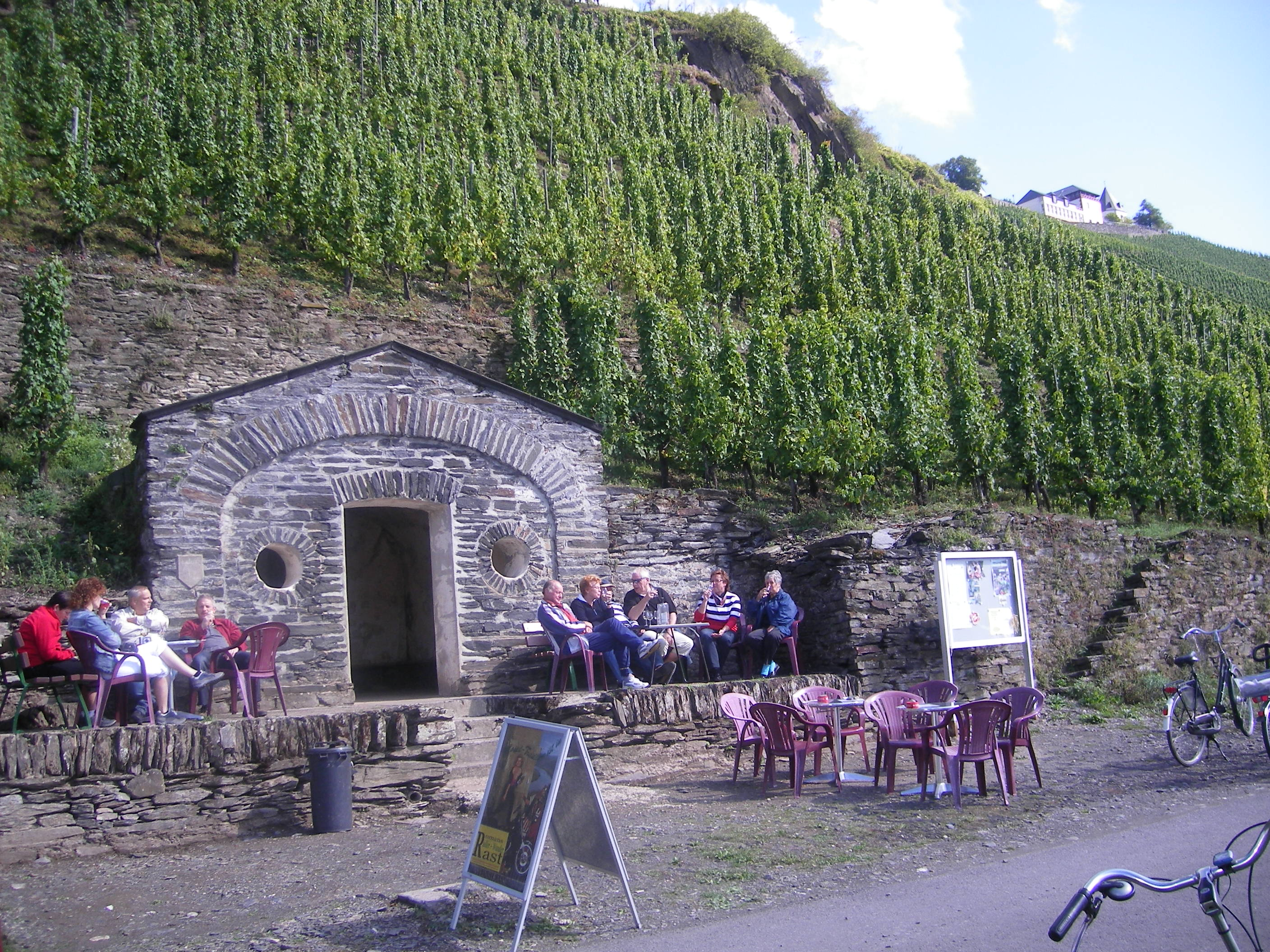
„Altes Fährhäuschen“
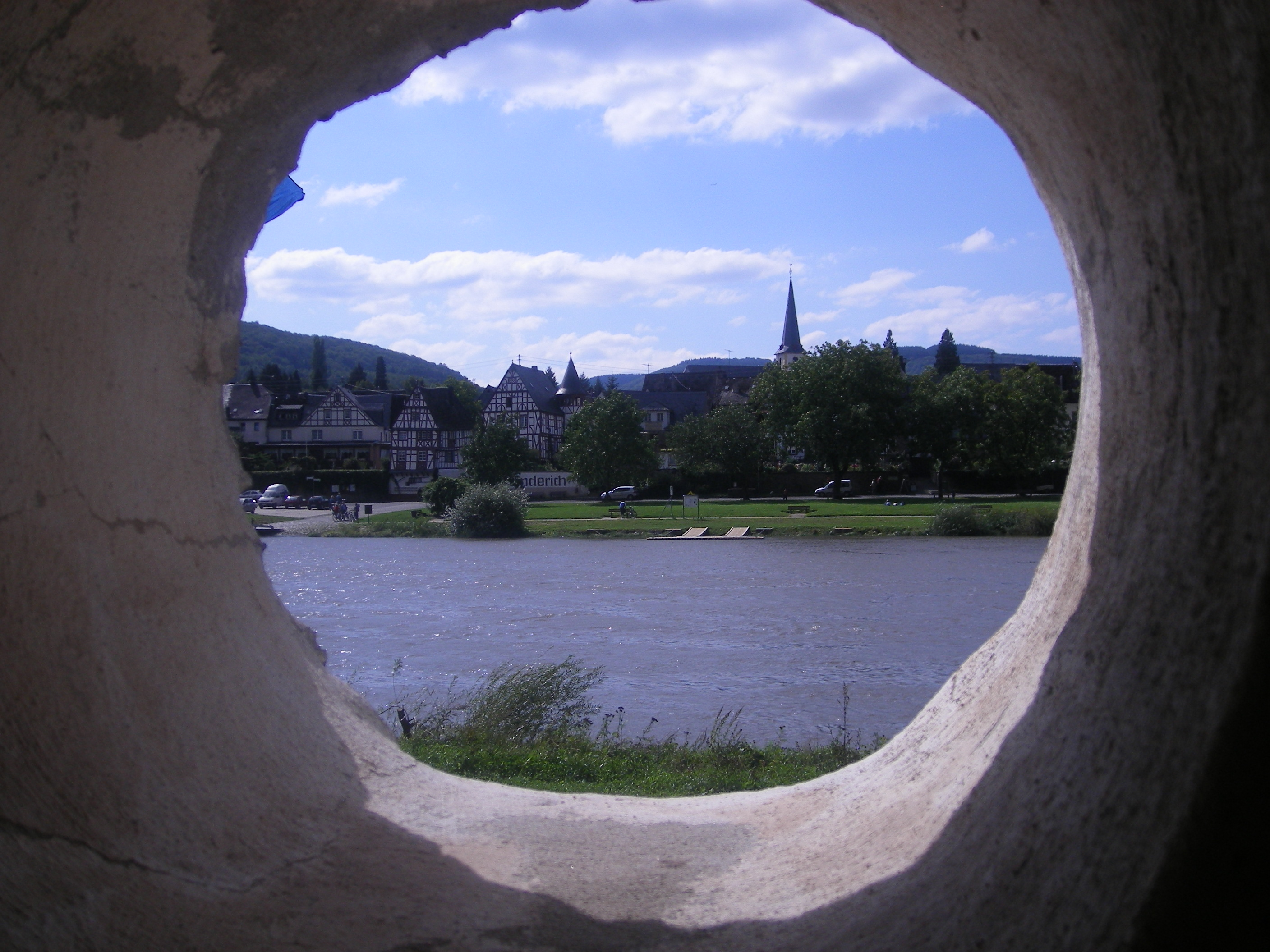
Blick aus Fährhäuschen
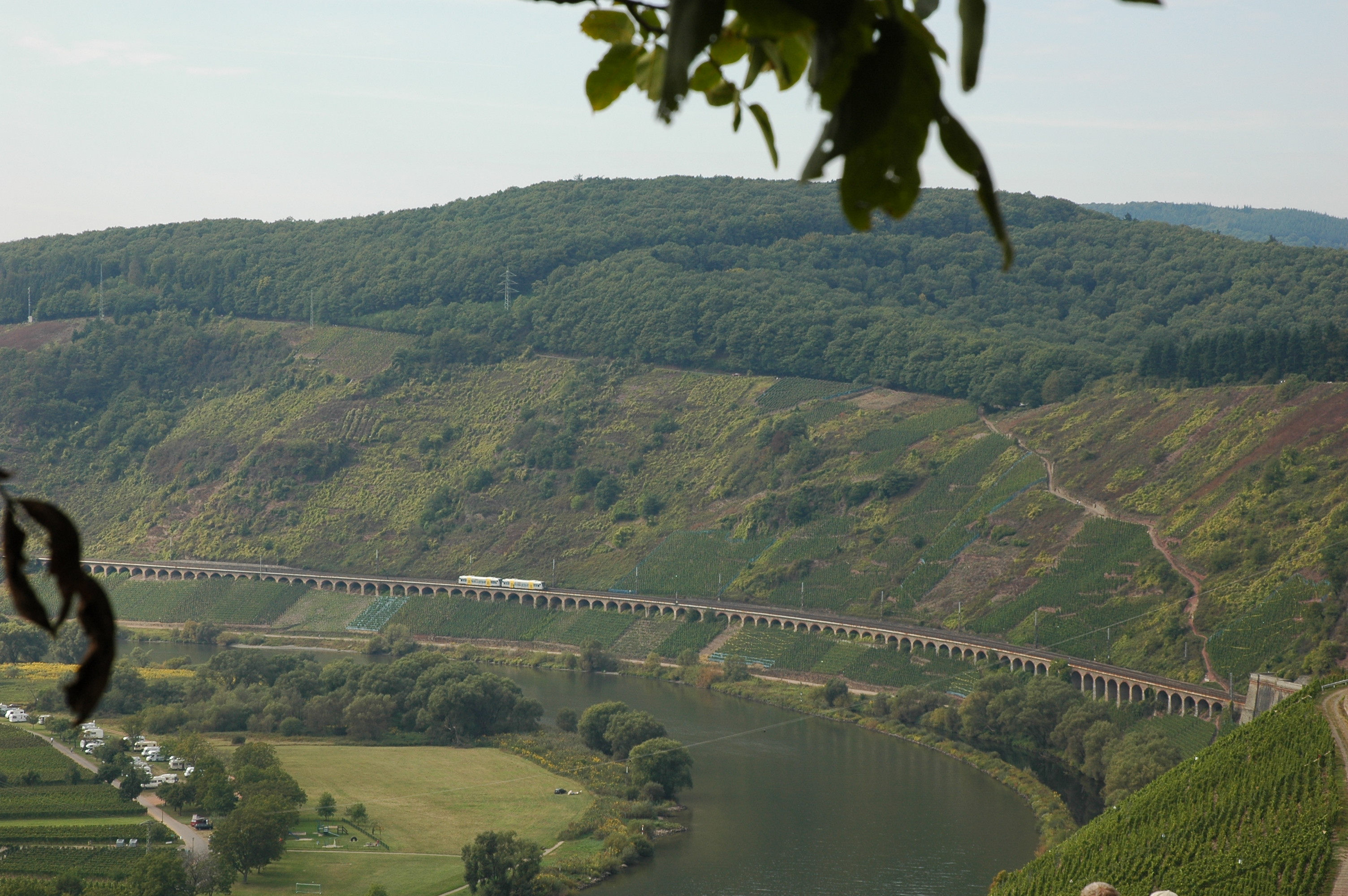
Hangviadukt Pünderich
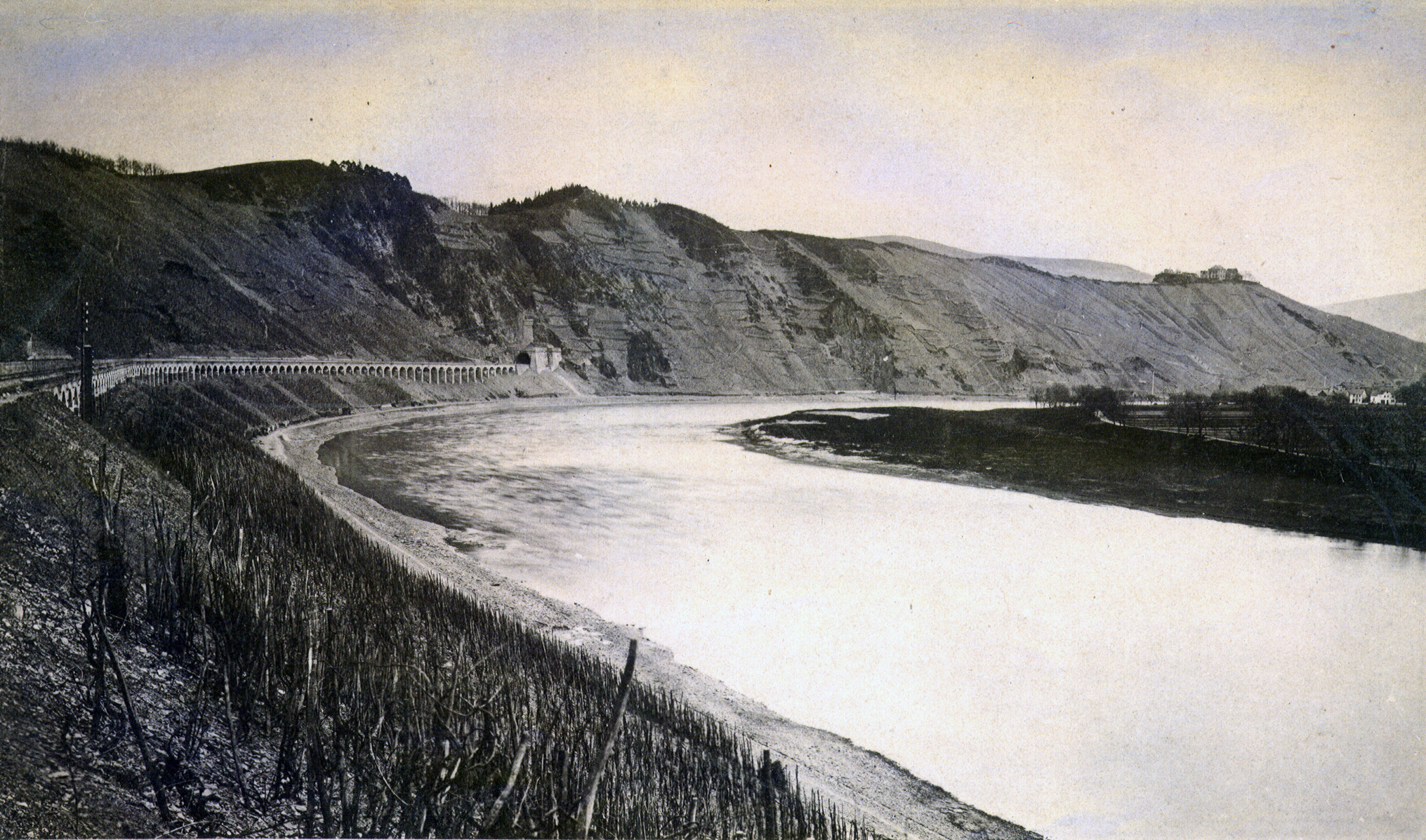
Hangviadukt Pünderich um 1880
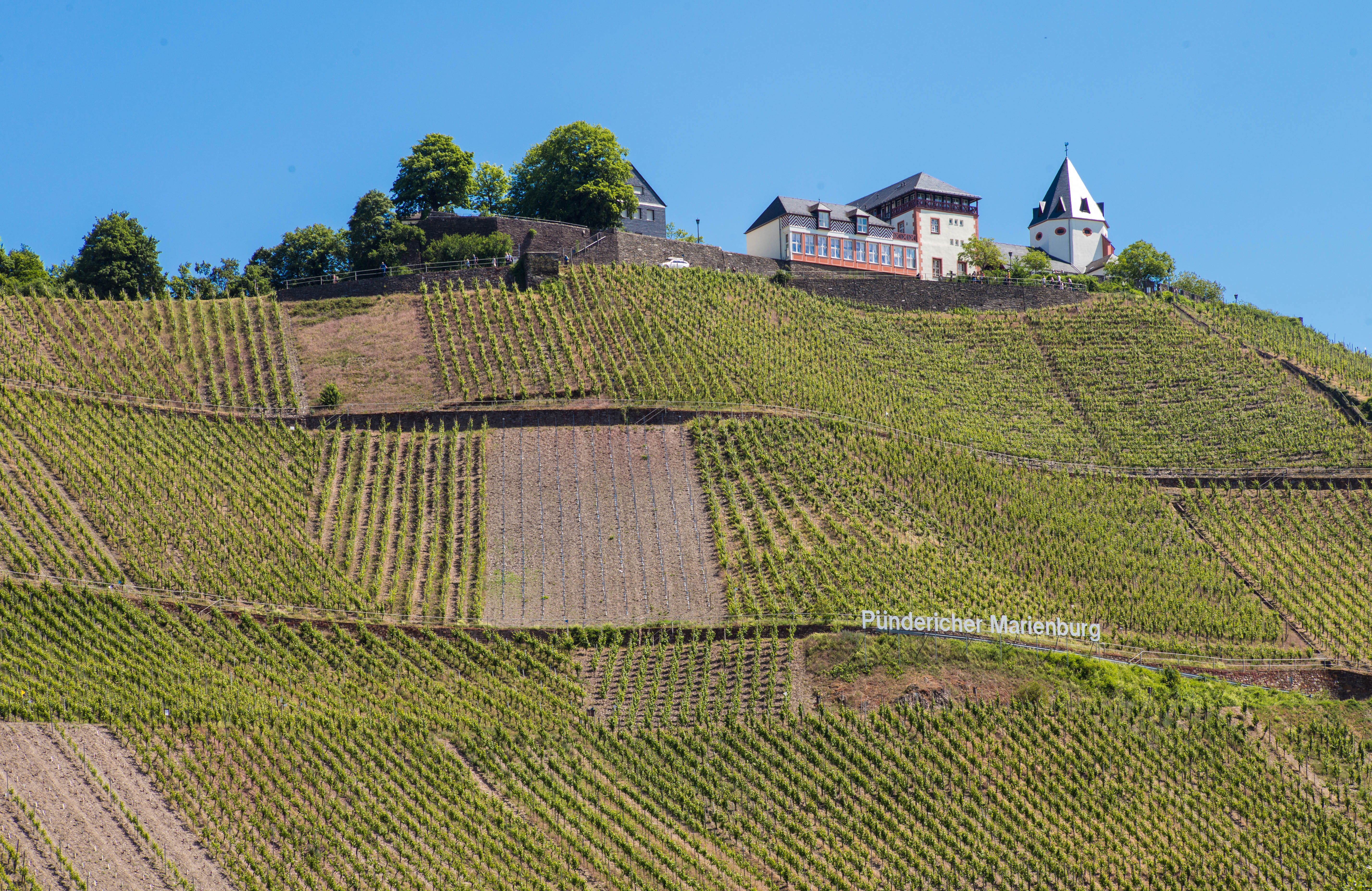
Marienburg

### Museen
Oberhalb der Kirche in der Düppelstraße steht noch das aus Schieferbruchsteinen gebaute „Eichhäuschen“. Dort wurden noch bis 1981 große und kleine Weinfässer aus Eichenholz geeicht.
Die Fasseichstätte ist heute als Museum noch ausgestattet wie in alten Zeiten. Im Hintergrund stehen zwei Eisenkessel mit 1200 Liter und 150 Liter Inhalt. An den Eisenkesseln befinden sich Zählwerke. Ein alter Holzofen diente zum Anglühen der Brenneisen. Die Original-Eichwerkzeuge können auch heute noch besichtigt werden.
In der Bahnhofstraße befindet sich ein kleines, privates Bahn-Museum, in dem Fotos und Relikte aus vergangenen Zeiten ausgestellt werden.

## Wirtschaft und Infrastruktur
Haupteinnahmequelle ist noch der Weinanbau (größtenteils Riesling), flankiert vom Tourismus. In den letzten Jahren sind viele moderne Gästezimmer und Ferienwohnungen gebaut worden, teils mit „Sternequalität“. Da Pünderich einer der wenigen Orte an der Mosel ist, der nicht von einer Straße oder durch die Bahn vom Moselufer getrennt ist, ist es mittlerweile ein beliebter Ferienort geworden. Auch kommen viele Gäste im Sommer aus den Nachbardörfern, um auf den Wiesen am Moselufer unter den Walnussbäumen zu relaxen.
Zwei Campingplätze und ein Wohnmobilstellplatz ergänzen das touristische Angebot.
Pünderich liegt an der Moselstrecke. Dort zweigt die Bahnstrecke Pünderich–Traben-Trarbach ab.
Die Fähre Pünderich setzt Fußgänger, Fahrradfahrer und Kraftfahrzeuge über die Mosel. Sie liegt allerdings seit dem Frühjahr 2023 ungenutzt am Moselufer, da die Gemeinde seitdem keinen neuen Fährmann gefunden hat.

## Persönlichkeiten
- Matthias Reineri (1595–1671), Deputierter bei den kurtrierischen Landtagen für die Stadt Zell (Mosel)
- Willibrord Lay OSB (1878–1950), 1913–1922 Apostolischer Präfekt von Lingi in Deutsch-Ostafrika, geb. 8. September 1878 in Pünderich